# Agrilus impressicollis
Agrilus impressicollis es una especie de insecto del género Agrilus, familia Buprestidae, orden Coleoptera.
Fue descrita científicamente por Gory, en 1841.